# Andrea Benetti (artista)
Andrea Benetti (Bologna, 15 gennaio 1964) è un pittore, fotografo e disegnatore italiano.
È l'estensore del Manifesto dell'Arte Neorupestre presentato nel 2009, alla LIII Esposizione internazionale d'arte di Venezia presso la sede dell'Università Ca' Foscari.

## Biografia

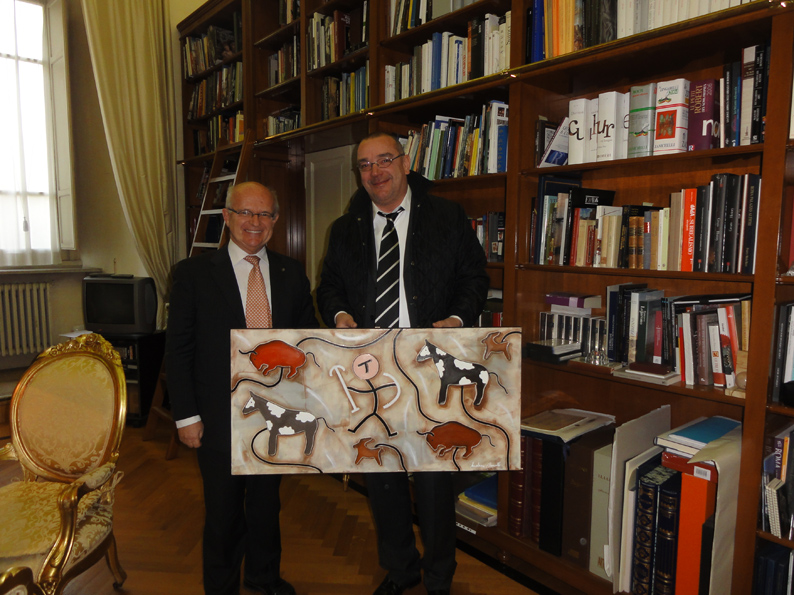
Roma, 9 marzo 2012 - Quirinale, Presidenza della Repubblica Italiana - Andrea Benetti consegna l'opera per l'acquisizione nella Collezione d'Arte del Quirinale, al professor Louis Godart responsabile dei Beni Artistici.

Andrea Benetti ha compiuto il suo percorso di studi a Bologna, frequentando il Liceo Artistico Statale e successivamente l'Accademia di Belle Arti. Artista visivo attivo nell’ambito della pittura, della fotografia, del disegno, della videoarte e delle installazioni, la sua ricerca si sviluppa con particolare attenzione alla rielaborazione simbolica delle origini primitive dell’espressione artistica.
Nel 2006, ha ideato il Manifesto dell'Arte Neorupestre, che è stato presentato nel 2009 alla 53ª Biennale d'Arte di Venezia, presso il padiglione situato all'Università Ca' Foscari. Questo Manifesto mira a creare un collegamento tra le origini dell'arte e la contemporaneità, attraverso la rilettura di simboli antichi in una prospettiva moderna.
Le opere di Benetti sono oggetto di attenzione accademica e l'artista è menzionato in enciclopedie come Treccani, De Agostini e WikiArt. Nel 2020, ha ricevuto il 49° Premio "Nettuno d'Oro", il più antico riconoscimento artistico della città di Bologna. Negli ultimi vent'anni, Benetti ha collaborato con diverse università, sia in Italia (tra cui gli atenei di Bari, Bergamo, Bologna, Ferrara, Lecce, Messina, Roma Tre, Venezia) che a livello internazionale (come la Johns Hopkins University). Queste collaborazioni hanno contribuito all'integrazione dell'Arte Neorupestre nei programmi di ricerca universitari dedicati all'arte contemporanea. Le sue opere fanno parte di collezioni pubbliche e istituzionali, tra cui quelle dell'Organizzazione delle Nazioni Unite, del Quirinale, della Camera dei Deputati, del Vaticano e di diverse Ambasciate italiane all'estero.

## L'arte Neorupestre
(Andrea Benetti, Manifesto dell'Arte Neorupestre)
I principi dell'arte Neorupestre furono concepiti da Andrea Benetti nel 2006; con essi l'artista bolognese teorizzò un simbolico ritorno dell'uomo alle proprie origini. Nel Manifesto dell'Arte Neorupestre, infatti, Benetti esorta ad un ritorno alle origini della società e, di conseguenza, anche dell'arte. Proprio per questo legame con la pittura Rupestre, Andrea Benetti ha realizzato alcuni progetti artistici, coinvolgendo docenti universitari nel campo dell'archeologia, della preistoria e della paletnologia.

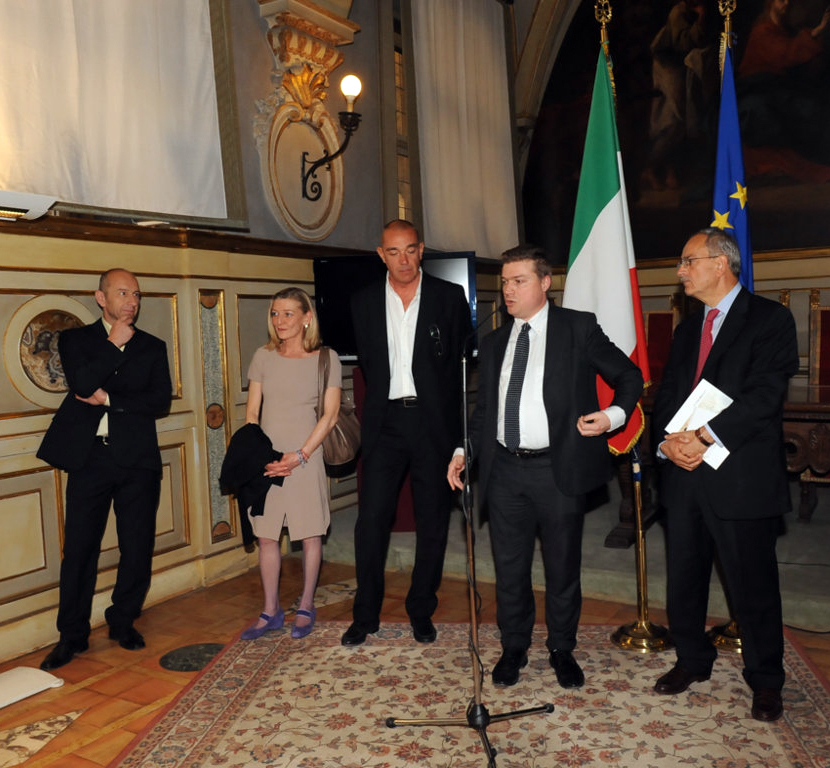
Il prof. M. Peresani, la prof. S. Grandi, A. Benetti alla mostra di Benetti "VR60768 - anthropomorphic figure", allestita alla Camera dei Deputati.

### Il classico stilema pittorico
Le opere pittoriche di Andrea Benetti partono dalla realizzazione di un bassorilievo in fondo gesso su tela, che viene successivamente "anticato" con l'utilizzo di pigmenti e sostanze naturali. Successivamente il bassorilievo viene ricoperto da un sottile strato di resina, per poi essere terminato con la colorazione ad olio. L'irregolarità delle sporgenze sulla tela vuole emulare simbolicamente la tridimensionalità della superficie rocciosa, mentre l'uso di pigmenti e colorazioni naturali, tendenti all'ocra ed al marrone, crea un colore di fondo simile alle varie tipologie di roccia presenti in natura.

## Mostre
Nel corso degli anni, Andrea Benetti ha esposto le proprie opere e creato eventi artistici al Museo delle genti d'Abruzzo, Pescara;
alla Johns Hopkins University, Bologna; al Castello Sforzesco, MINT, Milano; al Royal Carlton Hotel, Bologna; a Palazzo Brancaccio, Roma; a Palazzo Dogana, Foggia; alla Fondazione Mantovani, Milano; alla 53. Biennale di Venezia, Universitá Ca' Foscari, Venezia; a Palazzo Malvezzi De' Medici, Bologna; al Premio Michetti, Museo Michetti, Francavilla al Mare (CH); a Palazzo Taverna, Roma; alla Tedofra Art Gallery, Bologna; al Grand Hotel Baglioni, Bologna; nelle Grotte di Castellana, Castellana Grotte; alla Pinacoteca civica di Follonica Amedeo Modigliani, Follonica (GR); alla Galleria Civica d'Arte Contemporanea, Siracusa; al Banco Nacional San Josè, San Josè, Costa Rica; a Palazzo Taverna, Roma; a Palazzo Pepoli Campogrande, Bologna; a Palazzo d'Accursio, Bologna; a Palazzo Merati d'Audiffret de Greoux, Venezia; all'Università di Bari, Ex Palazzo delle Poste, Bari; a Palazzo dei Capitani del Popolo, Ascoli Piceno; nella Ex Chiesa di S. Maria degli Angeli, Ex Ospedale degli Innocenti, Bologna; alla Camera dei Deputati, Complesso di Vicolo Valdina, Roma; al Castello di Lecce (Carlo V), Lecce; nella Ex Chiesa delle Putte, Ex Ospedale degli Innocenti, Bologna; a Palazzo Turchi di Bagno, Università di Ferrara, Ferrara; al Museo Castello San Giorgio, La Spezia; nella Ex Chiesa delle Putte, Ex Ospedale degli Innocenti, per Arte Fiera, Bologna; nel Museo Civico di Gallipoli, Gallipoli,; a Palazzo d'Accursio, Bologna.nello spazio dell'Assemblea legislativa dell'Emilia-Romagna, Bologna; 
a Palazzo Zaguri, Venezia; 
nello spazio di ArTheoria, Milano;

## Musei e Collezioni

### Collezioni Estere

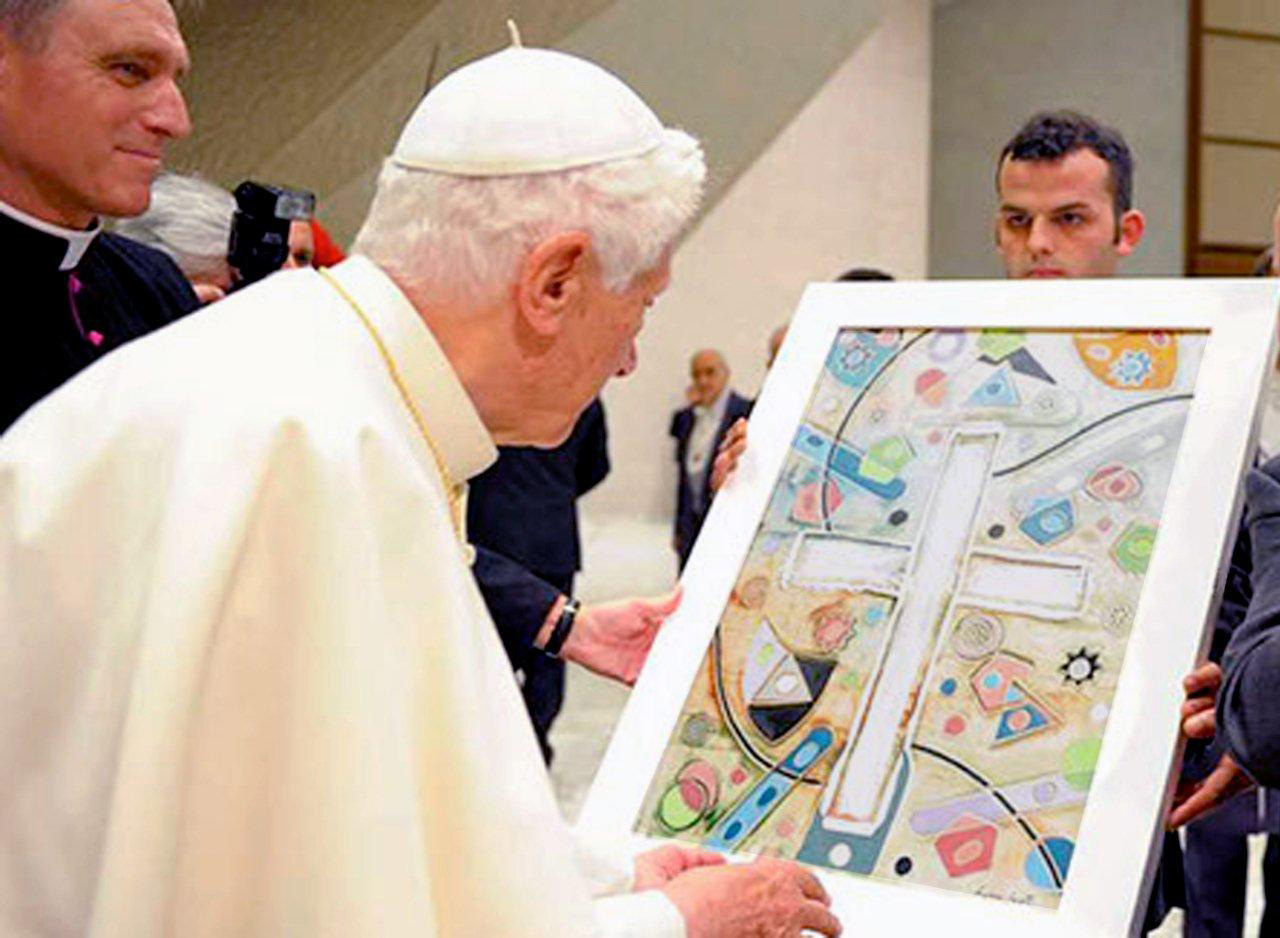
Vaticano, 28/11/12 - A Papa Benedetto XVI è donata l'opera di Benetti “Omaggio a Karol Wojtyla”.

- Collezione d'Arte delle Nazioni Unite (New York - Stati Uniti d'America)[60]
- Collezioni d'Arte Vaticane (Città del Vaticano)[61]
- Ministero Argentino di Giustizia e dei Diritti Umani - (Buenos Aires, Argentina)[62]
- Virginia Commonwealth University ∙ (Richmond - Stati Uniti d'America)[63]
- Rinaldi - Paladino Art Museum Foundation (Lugano - Svizzera)[64]
- MACIA - Museo d'arte contemporanea italiana in America (San José – Costa Rica)[65]
- Copelouzos Family Art Museum (Atene - Grecia)
- Ambasciata d'Italia in Cina (Pechino - Cina)
- Ambasciata d'Italia in Nuova Zelanda (Wellington - Nuova Zelanda)

### Collezioni Nazionali
- Collezione d'Arte del Quirinale (Roma - Italia)[66]
- Collezione d'Arte della Camera dei deputati (Italia) (Roma - Italia)[67]
- Collezione d'arte dell'Università Johns Hopkins University ∙ (Bologna - Italia)[68]
- Collezione d'arte dell'Università degli Studi di Ferrara (Ferrara - Italia)[69]
- Collezione d'arte dell'Università degli Studi di Bari Aldo Moro (Bari - Italia)[70]
- MAMbo - Museo d'arte moderna di Bologna (Bologna - Italia)[71]

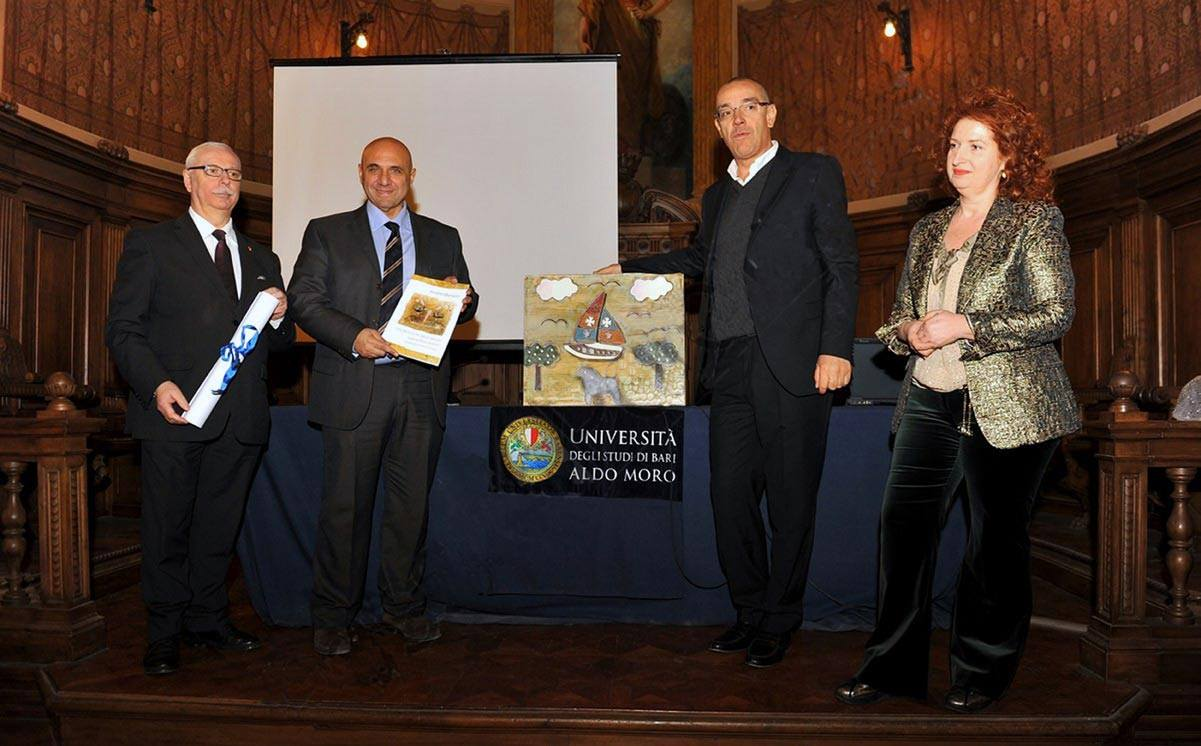
Università di Bari, 28 febbraio 2014 - Andrea Benetti mentre è premiato all'Università di Bari e consegna l'opera al Magnifico Rettore, il prof. Antonio Felice Uricchio, per la collezione dell'Ateneo barese.

- Museion - Museo d'arte moderna e contemporanea di Bolzano (Bolzano - Italia)[72]
- CAMeC - Centro d'arte moderna e contemporanea - (La Spezia - Italia)[73]
- Museo F. P. Michetti (Francavilla al Mare - Italia)[74]
- Museo Artingenio (Pisa - Italia)[75]
- Collezione UNESCO (Bologna - Italia)[76]
- Galleria d'arte contemporanea Osvaldo Licini (Ascoli Piceno - Italia)[77]
- Collezione d'arte del Comune di Lecce (Lecce - Italia)[78]
- Pinacoteca Amedeo Modigliani (Follonica - Italia)
- Pinacoteca Silvestro Lega (Modigliana - Italia)
- Collezione Facchini - La Fenice et des Artistes (Venezia - Italia)
- Museo Speleologico "Franco Anelli" (Grotte di Castellana - Italia)[79]
- Museo d'Arte Contemporanea - Fondazione Nazionale Logudoro Meilogu (Banari - Italia)
- Parco delle Mura - Installazione permanente "Timeless shapes" (La Spezia - Italia)[80][81]

## Riconoscimenti
- Partecipazione alla LIII Biennale di Venezia per la presentazione del "Manifesto dell'Arte Neorupestre", 2009[82][83]
- Partecipazione speciale alla LXI edizione del Premio Internazionale F. P. Michetti, 2010[84][85]
- Assegnazione del Premio Internazionale Excellence presso l'Università di Bari, 2014[86][87]
- Assegnazione del Premio Nettuno d'Oro, 2020[88][89]

## Opere bibliografiche
- Andrea Benetti e autori vari: Esplorazione inconsueta all'interno della velocità, Bologna, 2009[90]
- Andrea Benetti, Gregorio Rossi: Il Manifesto dell'Arte Neorupestre, Umberto Allemandi & C., Venezia, 2009[91]
- Andrea Benetti, Silvia Grandi: Colori e suoni delle origini, Qudulibri, Bologna, 2013[92]
- Andrea Benetti, Stefano Papetti: Dalla roccia alla tela - Il travertino nella pittura Neorupestre, Qudulibri, Ascoli Piceno, 2014[93]
- A. Benetti, S. Cassano, D. Coppola, A. F. Uricchio: Colori e suoni delle Origini, Qudulibri, Bari, 2014[94]
- Andrea Benetti, Silvia Grandi: Il colore della luce, Qudulibri, Bologna, 2014[95]
- A. Benetti, S. Grandi, M. Peresani, M. Romandini, G. Virelli: VR60768 - anthropomorphic figure, Qudulibri, Roma, 2015[96]
- Andrea Benetti, Toti Carpentieri: Astrattismo delle origini, Qudulibri, Lecce, 2015[97]
- Autori vari: Arte Neorupestre, Monografia, Qudulibri, Bologna, 2015[98]
- Andrea Benetti, Fiorenzo Facchini, Fernando Lanzi, Gioia Lanzi: Signum Crucis, Qudulibri, Bologna, 2016[99]
- A. Benetti - P. Fameli - A. Fiorillo - F. Fontana - M. Peresani - M. Romandini - I. Schipani - U. T. Hohenstein: "preHISTORIA CONTEMPORANEA" Qudulibri, Ferrara, 2016[100]
- A. Benetti - P. Fameli - A. Marrone - M. Ratti: "Omaggio alla pittura Rupestre", Qudulibri, La Spezia, 2016[101]
- Andrea Benetti - Silvia Grandi: "Volti contro la violenza", Qudulibri, Bologna, 2017[102]
- Andrea Benetti, Stefano Bonaga, Gregorio Rossi, Corrado Rozzi: Timeless shapes, Qudulibri, Bologna, 2021[103]
- Andrea Benetti, Francesco Campione, Tiziana Fuligna, Gaia Giorgetti: Colors in Venice, Qudulibri, Venezia, 2023[104]
- Andrea Benetti, Luciana Apicella, Stefano Bonaga: Prehistoric wave, Qudulibri, Milano, 2023[105]
- Andrea Benetti, Francesco Campione, Stefano Odoardi, Stefano Papetti: Luce nel silenzio, Alchemical Shadows, Ascoli Piceno, 2025[106]